# Barbakan (Krakau)

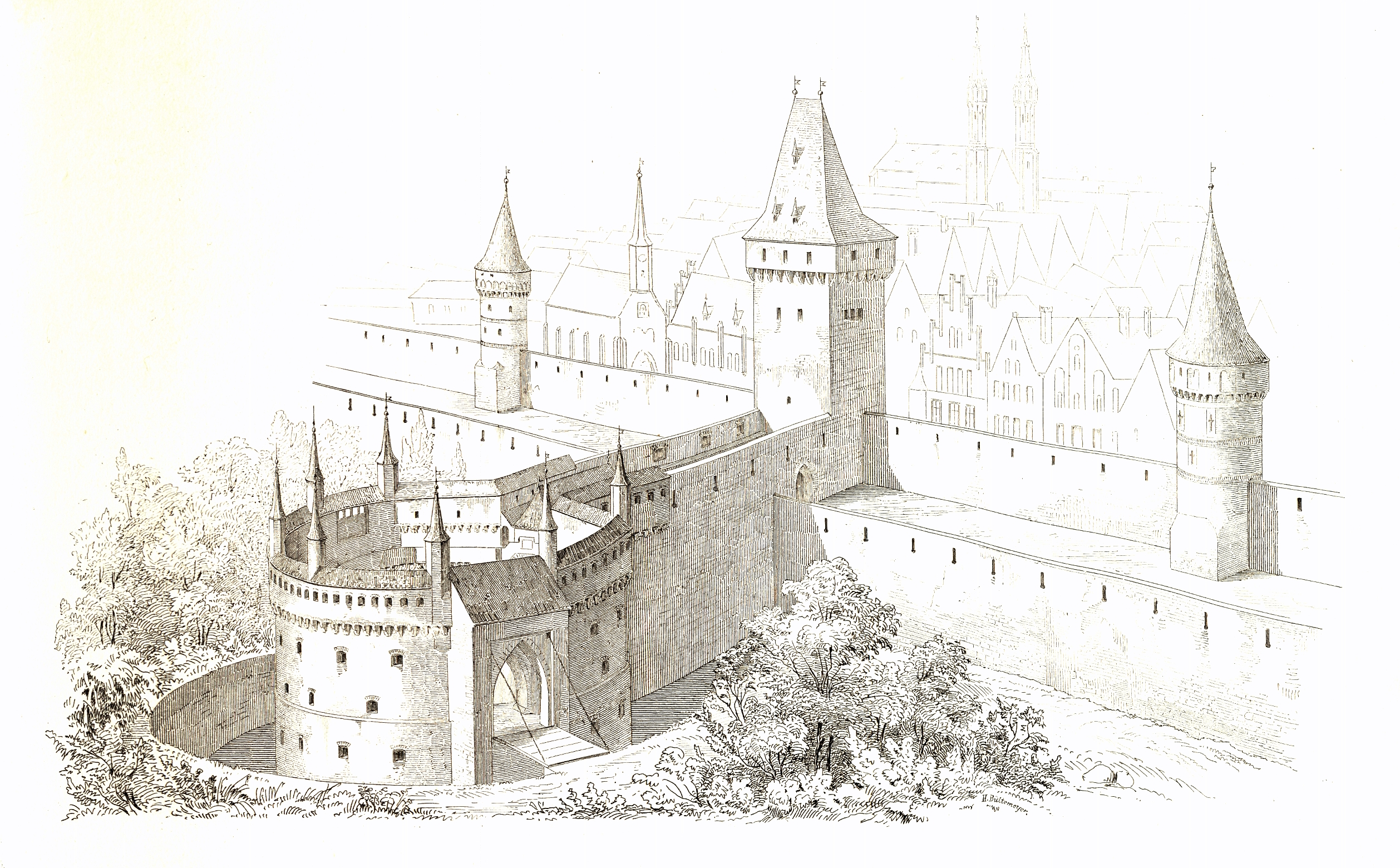
Mittelalterliche Gesamtansicht mit Florianstor

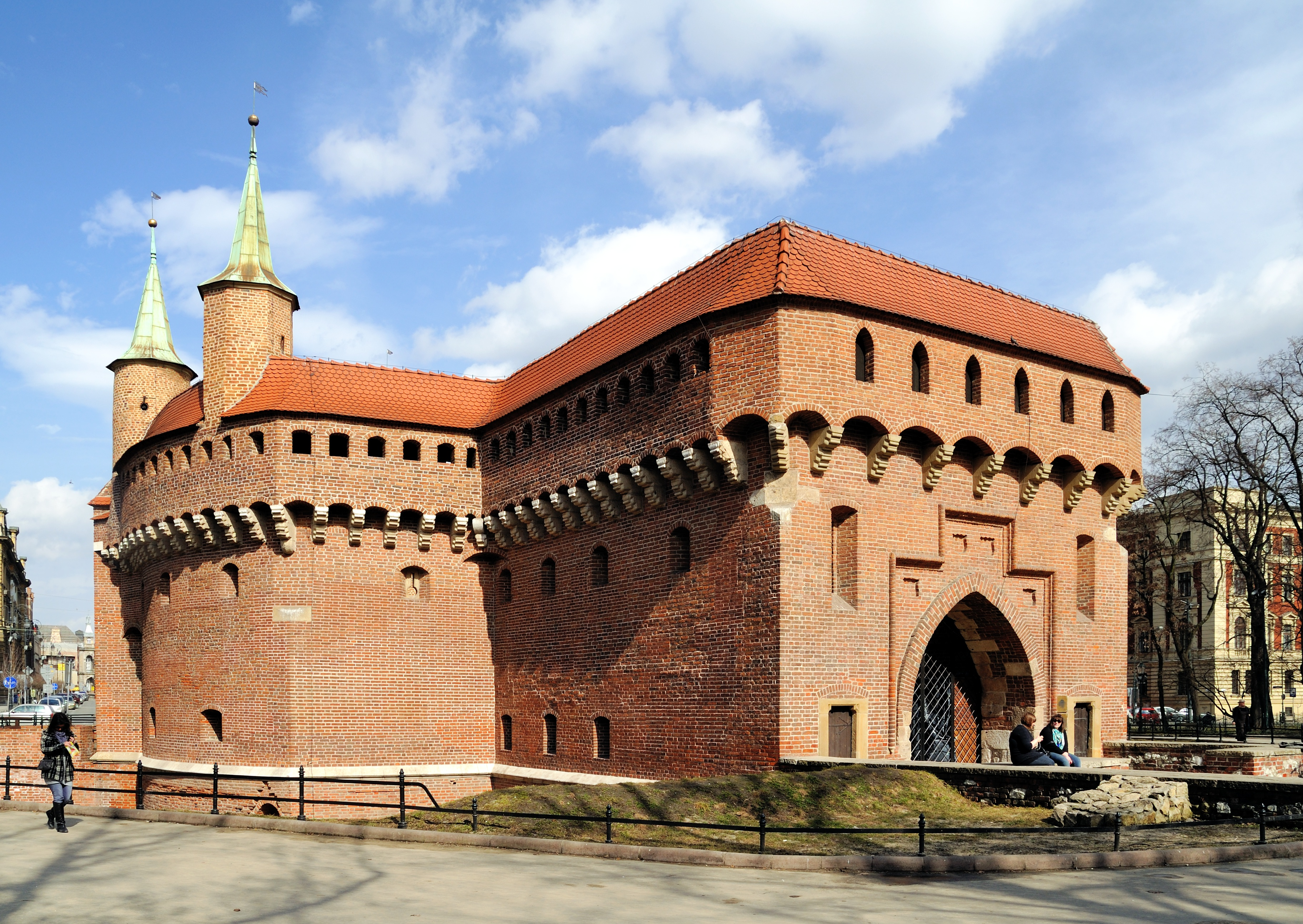
Zugang vom Florianstor

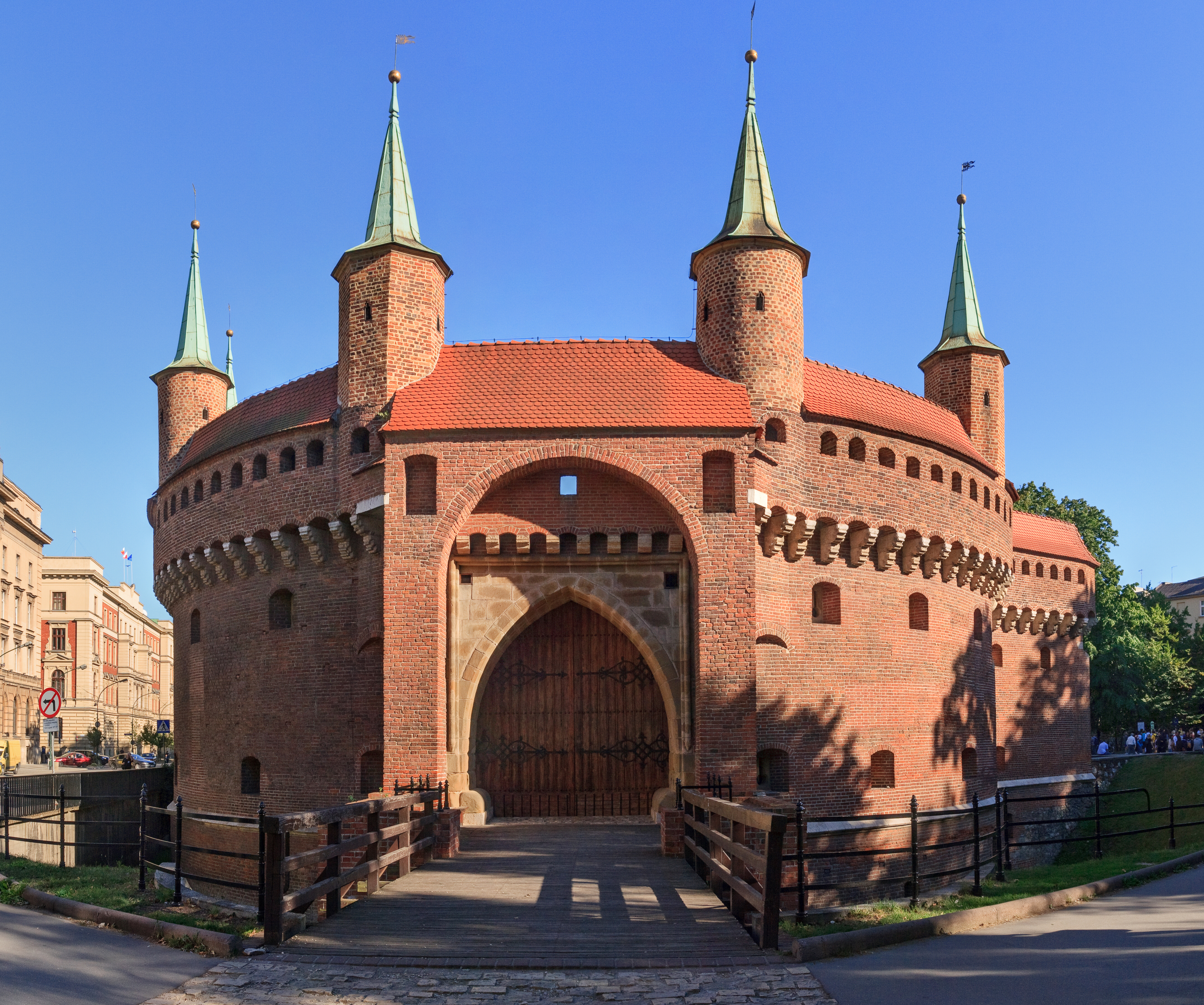
Eingang auf der Außenseite

Der Barbakan in Krakau gilt als der größte erhaltene Barbakan Europas. Dieses der Stadtmauer vorgelagerte Verteidigungswerk vor dem Florianstor wurde 1498/99 unter der Regierung des Johann I. Albrecht aus Backstein errichtet.

## Beschreibung
Das kreisrunde gotische Bauwerk hat 24,40 Meter Innendurchmesser, die Mauerdicke beträgt über drei Meter. Das Gebäude war früher mit dem Florianstor durch einen breiten Korridor verbunden. Das Dach wird durch sieben achteckige oder runde Türmchen mit spitzen Dächern durchbrochen. Im umlaufenden Schützengang befinden sich 130 Schießscharten und Öffnungen im Fußboden zum Gießen von siedendem Wasser auf die Belagerer. Das Gebäude war mit einem mit Wasser gefüllten Graben umgeben.
Der Barbakan ist gegenwärtig eine Abteilung des Historischen Museums der Stadt Krakau. Er wird auch umgangssprachlich „Rondell“ genannt.
1910 wurde im Barbakan der Wohnwagen von Michał Drzymała (1857–1937) ausgestellt, der als Zeichen des Widerstandes gegen die preußische Willkür Berühmtheit erlangt hatte.